# Razza di Yith

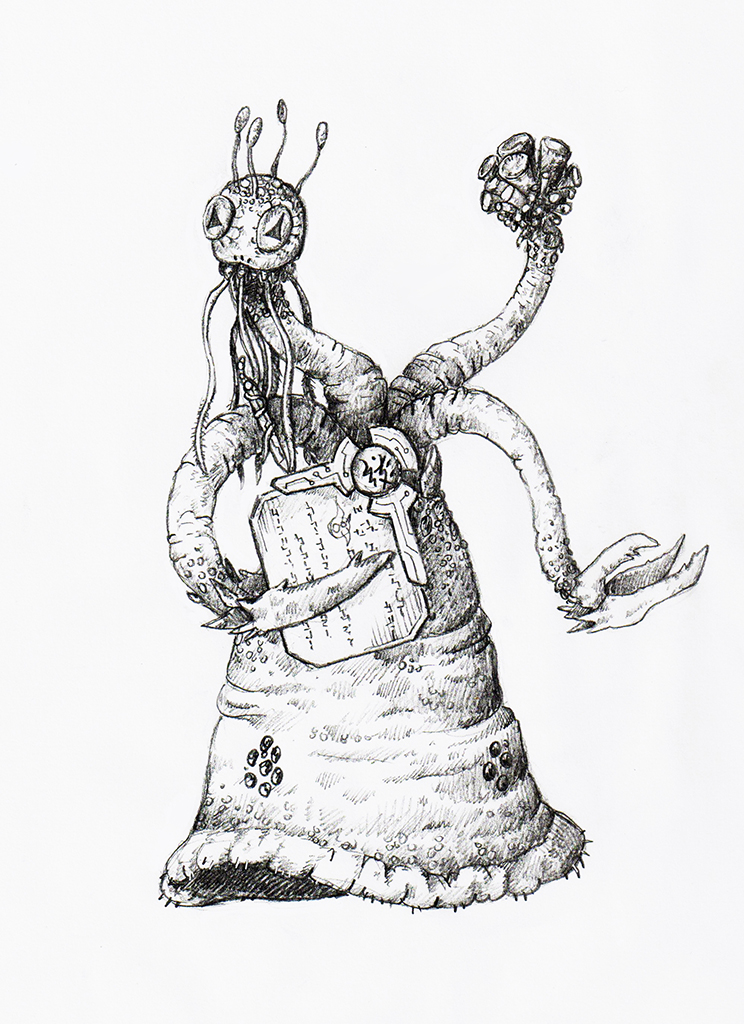
Un esemplare Yithiniano.

La razza di Yith, o grande razza, è un insieme di creature immaginarie appartenenti all'universo orrore ideato dallo scrittore Howard Phillips Lovecraft.

## Informazioni generali
Tali creature vivono fuori dalle nostre normali concezioni di spazio e tempo. Possono risiedere praticamente ovunque, in qualsiasi luogo e in qualsiasi epoca, ma per sopravvivere devono possedere un corpo, almeno per un certo periodo di eoni. Quando si verifica questa necessità, le menti più alte e meritevoli hanno il privilegio di spostarsi in massa ad occupare una qualsiasi razza delle normali regioni tridimensionali. Quando queste entità raggiungono la razza da loro scelta, si fondono con essa, convincendola dell'assoluta necessità della loro venuta e meravigliandola delle possenti conoscenze con cui potrà entrare in contatto.
In questo modo, la razza di Yith riesce ad accrescere sempre di più il suo bagaglio culturale e riceve ispirazioni per la propria evoluzione artistica e tecnica.

## Fisionomia
L'aspetto che gli appartenenti alla razza di Yith assumono di fronte agli esseri umani è quella di strane creature iridescenti. Hanno la forma di uno cono alto tre metri rivestito da una materia elastica e squamosa. Dall'apice del cono si proiettano quattro membra cilindriche che si concludono con delle chele o con delle appendici simili a trombe, tranne l'ultima che termina con uno strano globo giallastro dotato di tre occhi e tentacoli verdi.

## Cultura
La razza di Yith è governata da un'oligarchia di stampo socialista-fascista costituita da un piccolo consiglio dei ministri che detiene i poteri esecutivo, legislativo e giudiziario. I rappresentanti nel consiglio vengono eletti solo se hanno superato appositi test. La nazione dei Yith è divisa in quattro zone, ognuna autogestita con le proprie risorse. 
Tra tutte le razze dei miti di Cthulhu, questa è senza dubbio quella più enigmatica. Non è chiaro se tali creature siano benevole o malvagie (anche se la prima ipotesi sembrerebbe la più accreditata), ma è risaputo che sono una delle razze più potenti, al pari delle mostruosità senza forma che servono Yog-Sothoth, il tirannico dio con cui la razza di Yith è spesso entrata in conflitto.